# سكينة فؤاد
سكينة جمال فؤاد كاتبة صحفية وروائية مصرية، والنائب الأول لرئيس حزب الجبهة الديمقراطية المعارض في مصر ونائبة في مجلس الشورى المصري.
ولدت سكينة فؤاد في 1 سبتمبر 1945 بمدينة بورسعيد (شمال شرق القاهرة)، نالت ليسانس الآداب من كلية الآداب جامعة القاهرة العام 1964. بدأت سكينة فؤاد حياتها العملية في الصحافة ومن ثم الأدب. تزوجت من الصحفي أحمد الجندي مدير تحرير جريدة الأخبار المصرية الذي توفي في أبريل 2004.
شغلت سكينة فؤاد عدة مناصب منها مدير تحرير مجلة الإذاعة والتليفزيون، ولديها مقال أسبوعي في جريدة الأهرام كبرى الصحف المصرية، وأيضا جريدة الوفد المعارضة. عرف عنها اهتمامها بقضايا الأمن الغذائي في مصر وانتقاداتها لوزير الزراعة المصري السابق يوسف والي.
وكانت أحد المستشارين ضمن الفريق المعاون للرئيس محمد مرسي إلا أنها قدمت استقالتها احتجاجا على الإعلان الدستوري المكمل (نوفمبر 2012).

## روايات وكتب
- ليلة القبض على فاطمة (رواية) 1984
- الأعمال الكاملة (كتاب) 1997 (يجمع عددا من مقالاتها حول الأمن الغذائي في مصر والنقد للفساد والتلوث الغذائي)[4]
- امرأة يونيو (كتاب) 1998
- ترويض الرجال (كتاب) 1998
- حروب جديدة (كتاب) 2003
- بنات زينب (رواية)
- دوائر الحب

## وصلات خارجية
- سكينة فؤاد على موقع الدهليز
- سكينة فؤاد على موقع قاعدة بيانات الأفلام العربية

- الحساب الرسمي لسكينة فؤاد على تويتر.